# Anatole thara
Anatole thara är en fjärilsart som beskrevs av William Chapman Hewitson 1857. Anatole thara ingår i släktet Anatole och familjen Riodinidae. Inga underarter finns listade i Catalogue of Life.